# Leptogenys angusta
Leptogenys angusta é uma espécie de formiga do gênero Leptogenys, pertencente à subfamília Ponerinae.